# ククルビットウリル

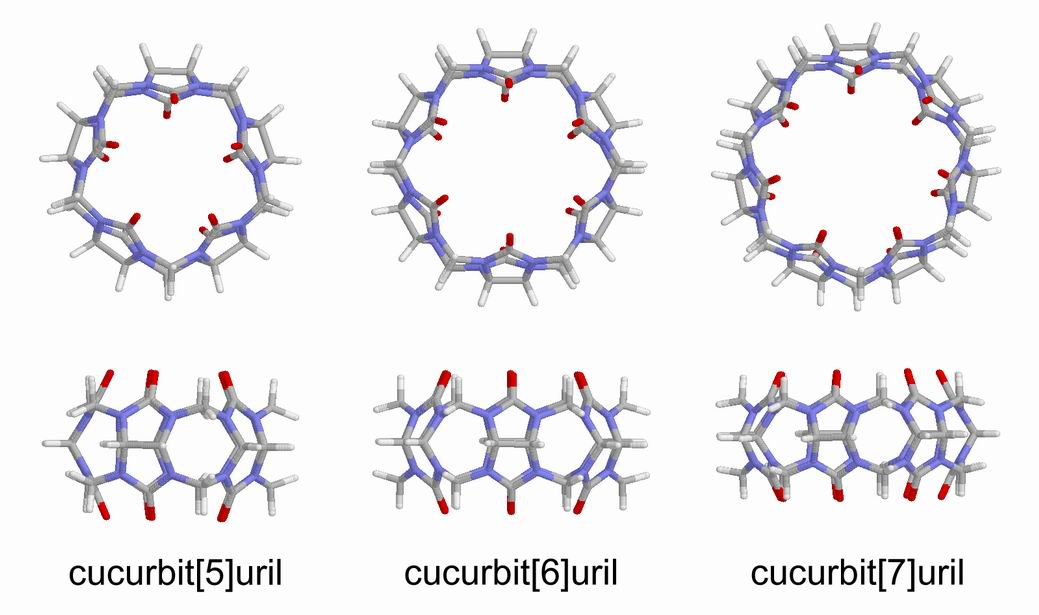
CB[5]、CB[6]、CB[7]のコンピュータモデル。上段は空洞部、下段は側面から見たところ。

ククルビットウリルまたはククルビツリル（Cucurbituril）は、メチレン基 (-CH2-)でつなげられたグリコールウリル(=C4H2N4O2=)モノマーからなる大環状分子である。酸素原子は、環状の帯の縁に沿って配置され、内側に傾斜しており、ある程度閉鎖した空洞を形成している。名前は、この分子の見た目が、ウリ科(学名：Cucurbitaceae)のカボチャと類似していることから名付けられた。
ククルビットウリルは、一般的にククルビット[n]ウリルと表記される、ここで n はグリコールウリル単位の数を表す。一般的な略称は次の二つである、CB[n]、CBn。
この化合物は、中性およびカチオン種を配列させるのに適したホスト分子であるので、化学者にとって特に興味深いものである。その結合様式は、疎水性相互作用であるが、陽イオン性ゲストの場合にはカチオン-双極子相互作用により結合されると考えられている。ククルビットウリルの大きさは、一般的に~10Åである。 たとえば、ククルビット[6]ウリルの空洞部の高さは~9.1Å、外径は~5.8Å、内径は~3.9Å、である。
ククルビットウリルは、グリコールウリルとホルムアルデヒドとの縮合反応で、Behrendにより初めて合成された 、しかし、その構造は1981年まで明らかになっていなかった 。現在までに、5、6、7、8、10、14個の繰り返し単位のククルビットウリルがすべて単離されている、その内部空洞の容積は、それぞれ82、164、279、479、870Å3 である。9個の繰り返し単位のククルビットウリルはまだ単離されていない(2009年時点で)。ククルビットウリルとよく似た分子形状をもつ他の一般的な分子カプセルとしては、シクロデキストリン、カリックスアレーン、ピラーアレーンがある。

## 合成
ククルビットウリルはアミダール(正確ではないがアミナール)であり、尿素 1とジアルデヒド(例えばグリオキサール2)から合成され、求核付加反応を経て、中間体のグリコールウリル3を生じる。この中間体は、110 ℃以上でホルムアルデヒドと縮合し、6量体のククルビット[6]ウリルを与える。通常、3のような多官能性モノマーは、生成物が複数となる逐次重合を受けるが、好都合な歪みおよび多数の水素結合のために、6量体は沈殿後に単離される唯一の反応生成物である
CB[5]、CB[7]、CB[8]、CB[10]など、他のサイズのククルビットウリルは、反応温度を75〜90℃に下げることで得られる。CB[6]は依然として主要生成物であり、他のサイズの環状体は収率が低い。 CB[6]以外のサイズの分離は、分別晶析と溶解を必要とする。 CB[5]、CB[6]、CB[7]、CB[8]は、現在すべて市販されている。より大きなサイズのものは、特に活発に研究されている、なぜなら、より大きくより興味深いゲスト分子と結合でき、その潜在的な用途を拡大することができるからである。 

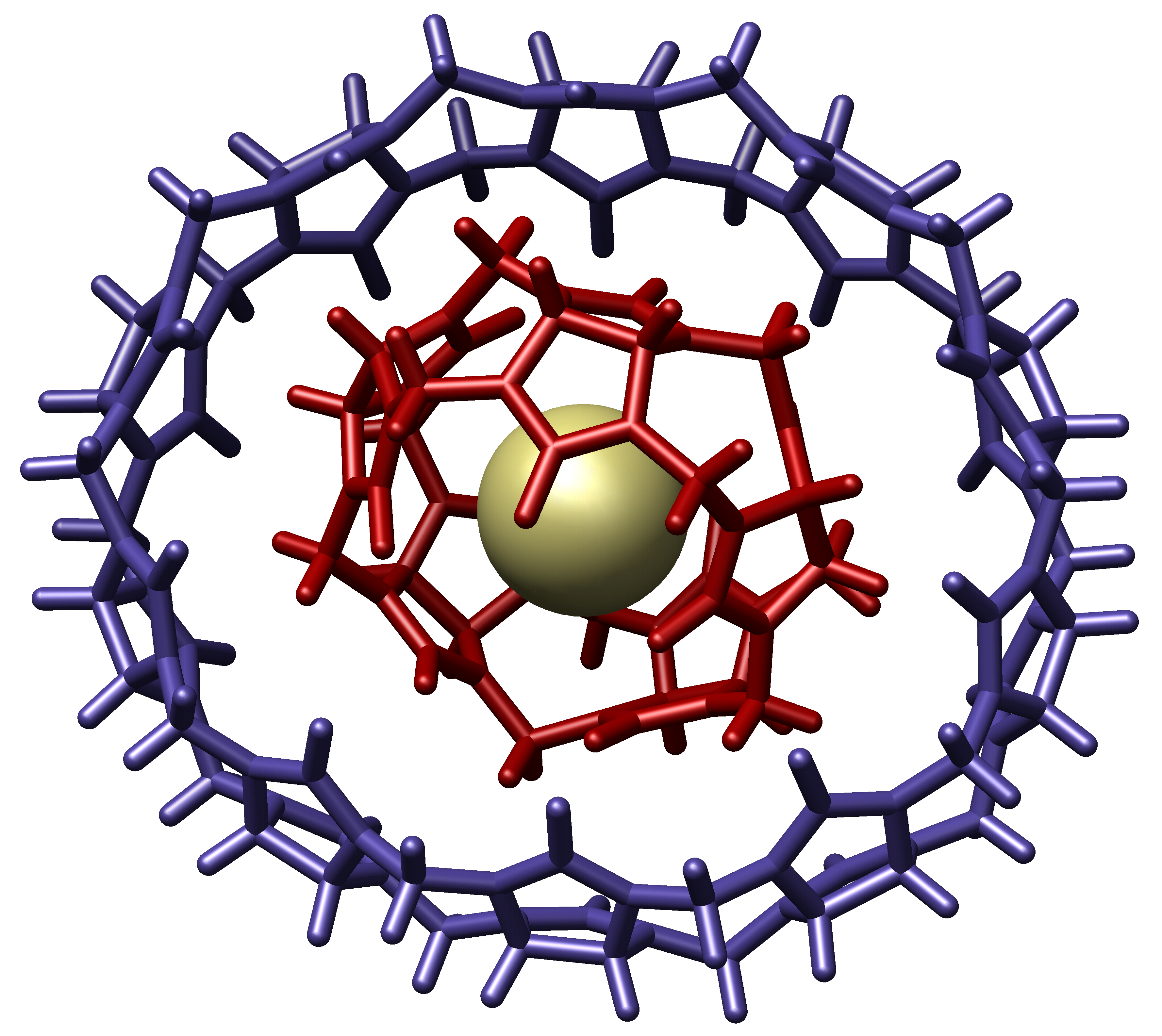
塩素アニオンを包含するCB[10]•CB[5]複合体の結晶構造。

ククルビット[10]ウリルは特に単離が難しい。その理由は、ククルビットウリルの反応混合物の分別結晶によって、CB[10]の中にCB[5]を含有する包接錯体が、2002年にDayらによって最初に発見されたことによる 。CB[10]・CB[5]は単結晶X線構造解析によって明確に同定され、この複合体が分子ジャイロスコープに似ていることが明らかになった。この複合体において、CB[10]の空洞内のCB[5]の自由回転は、ジャイロスコープのフレーム内のフライホイールの独立した回転とそっくりである。
純粋なCB[10]の単離は、直接分離法によって達成することはできないだろう、なぜなら、CB[5]に対して高い親和性を有するからである。CB[5]に対する強い結合親和性は、CB[10]の空洞が相補的な大きさと形状を有するためであると理解できる。純粋なCB[10]は2005年にIsaacsらによって単離された、彼らはCB[5]を置換できる、より強力に結合するメラミンジアミンのゲストをCB[10]に導入することによって単離した。次いで、メラミンジアミンのゲストを、正に荷電したアミン基を中性に荷電したアミドに変換する無水酢酸との反応によって、CB[10]から分離した。ククルビットウリルはカチオン性のゲストに強く結合するが、メラミンジアミンのゲストから正電荷を除去することによって会合定数を減少させ、メタノール、DMSO、水で洗浄することでゲストを除去できるようにする。CB[10]は、カチオンのカリックス[4]アレーンを含む非常に大きなゲストに結合できる、異常に大きな空洞(870Å3)を有している。

## 用途
ククルビットウリルは、化学者によって様々な用途に使用されている、例えば、ドラッグデリバリー、不斉合成、分子スイッチ、色素調整が挙げられる。

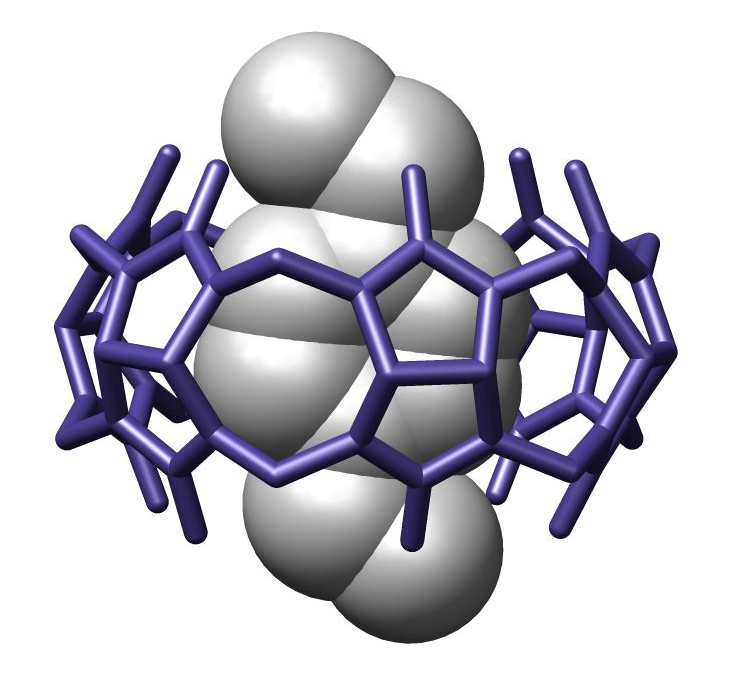
p-キシレンジアンモニウムを内部に取り込んだキューカビット[6]ウリルのホスト-ゲスト複合体の結晶構造

ククルビットウリルは、分子認識において効率的なホスト分子であり、正に荷電した化合物またはカチオン性化合物に対して特に高い親和性を有する。 正に荷電した分子との高い会合定数は、空洞の各端部に並んだカルボニル基に起因し、クラウンエーテルと同様の様式で陽イオンと相互作用することができる。ククルビットウリルの親和性は非常に高くなり得る。 例えば、正に帯電した1-アミノアダマンタン塩酸塩とのククルビット[7]ウリルの親和性平衡定数は4.23*1012である。
ホスト-ゲスト相互作用はククルビットウリルの溶解挙動に大きく影響する。ククルビット[6]ウリルは、いずれの溶媒にもほとんど溶解しないが、水酸化カリウム水溶液または酸性溶液中で溶解度が大きく改善される。 このキャビタンド(空洞を持つ分子)は、カリウムイオンまたはヒドロニウムイオンと正に荷電した包接化合物を形成する、その化合物は複合化されていない中性分子よりもはるかに大きな溶解度を示す。
CB[10]は、カリックスアレーン分子のような他の分子ホストを保持するのに十分な大きさである。 カリックスアレーンゲストは、異なる化学立体配座（コーン型、1,2-交互型、1,3交互型）を取り、相互に素早い平衡状態にある。カリックスアレーン-アダマンタン包接化合物がCB[10]に取り込まれた複合体は、アダマンタン分子がカリックスアレーンにコーン型の立体配座を取らせるときに、アロステリック制御を示す。

### ロタキサンの大員環
包接複合体を形成する高い親和性を有していることから、ククルビットウリルはロタキサンの大員環成分として使用されている。ヘキサメチレンジアミンのようなゲスト分子との超分子または貫通した複合体を形成させた後、ゲストの2つの末端は、2つ別々の分子に解離するのを防ぐストッパーとして作用するかさ高い基と反応させることができる。
CB[7]の車輪を持った別のロタキサン系では、軸は、両端の脂肪族N-置換基で末端封鎖された2つのカルボン酸を有する4,4'-ビピリジニウムまたはビオロゲンのサブユニットである 。0.5Mより高濃度の水中では、ストッパーを必要とせず、複合は定量的である。pH=2では、カルボン酸末端基がプロトン化され、その末端基間で車輪が前後に往復する、この現象は、1H-NMRスペクトルにおいて、ちょうど2つの芳香族ビオロゲンプロトンが存在していることによって証明される。pH=9では、車輪はビオロゲンの中心付近でロックされる。最近、CB[8]の車輪を持つロタキサン が合成された。このロタキサンは、中性ゲスト分子に結合することができる。

### ドラッグデリバリーにおける輸送体
ククルビットウリルのホスト-ゲストの特徴は、ドラッグデリバリーの輸送体として研究されている。この用途における可能性は、重要な抗がん薬であるオキサリプラチンを包接するククルビット[7]ウリルで探究されている。CB[7]は、水中でより高い溶解度を持ち、そのより大きな空洞サイズが薬物分子を収容できるので、単離が難しいにもかかわらず、輸送体に採用された。得られた複合体は、安定性が増し、また選択性が高まり、副作用がずっと少なくなることが判明した。

### 超分子触媒
ククルビットウリルは超分子触媒としても研究されている。ククルビット[8]ウリルのようなより大きいククルビットウリルは、複数のゲスト分子と結合できる。CB[8]は、(E)-ジアミノスチルベン二塩酸塩と2：1(ゲスト：ホスト)の複合体を形成する、ゲスト分子は、CB[8]の大きな空洞(内径8.8Å、高さ9.1Å)に収容される。空洞内のゲスト分子の接近と最適な配向は、光化学環化の反応速度を高めることで、CB[8]と複合体を形成していると、19：1の立体選択性でsyn配置のシクロブタン二量体を与える。 CB[8]が存在しない場合、環化反応は起こらず、トランス異性体のシス異性体への異性化のみが観察される。

### 色素の調整
近年、色素調整能力のあるククルビットウリルが研究者によって探究されている 。一般的に、ククルビットウリルによって提供される狭い低極性環境は、明るさの向上、光安定性の増加、蛍光寿命の延長をもたらすことが見出されている。これは、ソルバトクロミズムにおける、より低い極性環境に変化させたときの挙動と同じである。

## 関連化合物
反転ククルビットウリル、略称iCB[x]は、CBに類似した化合物で、グリコールウリルの繰返し単位が１つ反転した構造である。このユニットでは、メチンプロトンが空洞に向けられ、これが原因で空洞の広がりが小さくなる。反転ククルビットウリルは、CB合成反応において副生成物として形成され、収率は2〜0.4％である。このタイプのCB化合物の単離は可能である、なぜなら通常のCBが普通形成する包接化合物の生成がより困難であるからである。反転ククルビットウリルは、動力学的に制御された反応生成物であると考えられている、重水素化された塩酸すなわちDClをiCB[6]に添加すると、24：13：1の比でCB[5]、CB[6]およびCB[7]の混合物が得られる。
ククルビットウリルを赤道方向に半分に切った構造の分子は、ヘミククルビットウリル(hemicucurbituril)と呼ばれている。

## IUPAC名
ククルビット[6]ウリルのIUPAC名は以下のようになる。
Dodecahydro-1H, 4H, 14H, 17H-2, 16:3, 15-dimethano-5H, 6H, 7H, 8H, 9H, 10H, 11H, 12H, 13H, 18H, 19H,20H, 21H, 22H, 23H, 24H, 25H, 26H-2, 3, 4a, 5a, 6a, 7a, 8a, 9a, 10a, 11a, 12a, 13a, 15, 16, 17a, 18a, 19a, 20a, 21a, 22a, 23a, 24a, 25a, 26a-tetracosaazabispentaleno[1’’’, 6’’’:5’’, 6’’, 7’’]cycloocty[1’’, 2’’, 3’’:3’,4’]pentaleno (1’, 6’:5, 6, 7) -cycloocta (1, 2, 3-gh:1’, 2’, 3’-g’h’) cycloocta (1, 2, 3-cd:5, 6, 7-c’d’) dipentalene-1, 4,6, 8, 10, 12, 14, 17, 19, 21, 23, 25-dodecone